# Überherrn
Überherrn (saarländisch Iwwahëre oder Iwwahërn) ist eine Gemeinde im Landkreis Saarlouis im Saarland.

## Geografie

### Geografische Lage und Landschaft
Überherrn befindet sich im Südwesten des Saarlandes, direkt an der Grenze zu Frankreich (etwa 40 Kilometer bis Metz; die Nachbargemeinde auf französischer Seite ist Creutzwald) auf einer Höhe von 192–377 Metern. Im Süden der Gemeinde liegt das ausgedehnte Waldgebiet des Warndts, im Nordwesten der Höhenzug des Saargaus mit seinen Ausläufern des Lothringischen Hügellandes. Im Osten befindet sich das weite Becken der Saar.
Die reizvoll gelegene Landschaft ist überwiegend bewaldet. Landwirtschaftliche Flächen befinden sich in der Bistniederung und in unmittelbarer Umgebung der Ortschaften. Charakteristische Elemente der Landschaft sind offengelassene Sandgruben, die allerdings teilweise zu Nutzflächen rekultiviert sind. Stellenweise sind auch noch dörfliche und Dorfrandstrukturen, wie Obstwiesen, offengehaltene Auen und alte Gemäuer erhalten. Ein großer Teil der Landschaft, insbesondere das ausgedehnte Waldgebiet des Warndt, ist auch als Vorrangfläche für Arten- und Biotopschutz ausgewiesen.

### Gemeindegliederung
Die Gemeinde Überherrn besteht insgesamt aus sechs Ortsteilen. Überherrn als größter Ortsteil der Gemeinde hat knapp 4000 Einwohner und ist das Zentrum von Handel, Wirtschaft, Gewerbe und auch Einkaufszentrum. Die Ortsteile der Gemeinde Überherrn und deren Einwohner (Stand 1. Januar 2015):
| Ortsteil     | Einwohner | Fläche    |
| ------------ | --------- | --------- |
| Altforweiler | 2.099     | 04,80 km² |
| Berus        | 2.122     | 11,80 km² |
| Bisten       | 914       | 01,35 km² |
| Felsberg     | 1.391     | 05,11 km² |
| Überherrn    | 3.765     | 09,45 km² |
| Wohnstadt    | 2.103     | 01,80 km² |
| Insgesamt    | 12.394    | 34,31 km² |

## Geschichte
Erste Funde stammen aus der Stein- und Eisenzeit, weitere aus der Römerzeit (siehe Römische Ausgrabungen im Saarland). Die erste urkundliche Erwähnung von Überherrn stammt aus dem Jahre 1293 (Urkunde de villa Bista), in der ein Edelknecht Wilhelm und seine Ehefrau Odilia versichern, keine Ansprüche gegenüber Personen in den Dörfern Bisten, Oberbisten, Überherrn usw. zu haben. Im Mittelalter gehörte Überherrn zur Grafschaft Saarbrücken, die übrigen Ortsteile Bisten, Berus, Altforweiler und Felsberg gehörten zum Herzogtum Lothringen. Aus dieser Zeit ist die Ruine der Teufelsburg erhalten.
Entsprechend den Vereinbarungen des Wiener Präliminarfriedensvertrags zwischen Frankreich und Österreich vom 3. Oktober 1735 fiel Lothringen nach dem Tod des polnischen Exilkönigs Stanislaus I. Leszczyński, dem das Herzogtum Lothringen überlassen war, 1766 an Frankreich. Im Vertrag von Bockenheim zwischen dem Königreich Frankreich und der Grafschaft Nassau-Saarbrücken vom 15. Februar 1766 wurden Überherrn und der Linslerhof an Frankreich vertauscht.
Ludwig XV. erhob das nunmehr zum Königreich Frankreich gehörende Überherrn durch Lettres Patentes du Roi du mois Octobre 1767 zu einer Baronie. Erster Baron von Überherrn war der Militärarzt des französischen Königs, François-Marie-Claude Richard. Baron Richard war im Jahr 1712 in Obersierck, einer Annexe der Pfarrei Kerlingen an der Obermosel, geboren, studierte Medizin und erscheint 1743 als Docteur en médecine et Médecin du Roi à l’hôpital militaire et ville de Sarrelouis. Als Militärarzt in der Festungsstadt Saarlouis hatte er im Jahr 1744 den in Metz weilenden König Ludwig XV. von dessen Blatternerkrankung geheilt. Für seine medizinischen Verdienste erhielt er von den Töchtern Ludwigs XV. vermutlich im Mai 1774 das von Pierre Mignard stammende Gemälde Hl. Johannes der Täufer.
Die Gemeinde war bis 1815 dem Kanton Saarlouis im Département Moselle zugeordnet.
Nach den Wirren der Französischen Revolution und der Niederlage Napoleons ging Überherrn nach dem Zweiten Pariser Frieden 1815 an Preußen (Überherrn als der „südwestlichste Zipfel Preußens“), der neu eingerichtete Kreis Saarlouis wurde dem Regierungsbezirk Trier zugeordnet. Ab 1870/1871 (Deutsch-Französischer Krieg) gehörten alle Überherrner Ortschaften dem deutschen Kaiserreich an – ebenso wie das zu dieser Zeit von Deutschland annektierte Reichsland Elsaß-Lothringen.
Nach dem Ersten Weltkrieg wurde Überherrn und das gesamte Saargebiet unter die Verwaltung des Völkerbundes gestellt – bis zur Volksabstimmung 1935, bei der sich die Bewohner des Saargebietes für einen Anschluss an Deutschland entschieden. Die Folgen des Zweiten Weltkriegs brachten für Überherrn eine abermalige Wiederholung der Grenzlandgeschichte mit sich: Der Annexion folgte die Besatzung, der Besatzung eine saarländisch-autonome Übergangszeit, und schließlich wieder eine Volksabstimmung, in der sich die Saarländer 1955 für die Zugehörigkeit zur Bundesrepublik Deutschland entschieden.
Im Rahmen der saarländischen Gebiets- und Verwaltungsreform wurden am 1. Januar 1974 die bis dahin eigenständigen fünf Gemeinden Altforweiler, Berus, Bisten, Felsberg und Überherrn zu einer neuen Gemeinde unter dem Namen Überherrn zusammengeschlossen. Im Jahr 1979 wurde Wohnstadt ein eigener Ortsteil.

## Politik

### Gemeinderat
Der Gemeinderat Überherrn mit 33 Sitzen setzt sich nach der Kommunalwahl vom 9. Juni 2024 wie folgt zusammen:
- SPD: 11 Sitze (−4)
- CDU: 17 Sitze (+5)
- GRÜNE: 1 Sitz (−3)
- LINKE: 4 Sitze (+2)

### Bürgermeister
- Von 1990 bis 1999 wurde das Amt von Reinhard Jennewein besetzt.
- Von 1999 bis zum 10. Februar 2011 war Thomas Burg (* 5. September 1966) Bürgermeister. Burg war parteilos und Sohn des CDU-Altbürgermeisters Gerhard Burg (1925–1999).[14]
- Bei der Bürgermeisterwahl am 23. September 2007 konnte sich Burg mit einer Mehrheit von über 80 Prozent der Stimmen gegen Bettina Altesleben von der SPD durchsetzen. Am 10. Februar 2011 trat Thomas Burg überraschend zurück.[15]
- Am 21. August 2011 wurde Bernd Gillo (CDU) zum Bürgermeister gewählt.[16]
- Im Juni 2019 setzte sich Anne Yliniva-Hoffmann von der SPD gegen den parteilosen Kandidaten Michael Fetik in einer Stichwahl durch.[17]

### Wappen
Das Wappen wurde am 30. Juli 1985 durch das Saarländische Innenministerium genehmigt.
Blasonierung: „Geviert, die Teilung im Wellenschnitt; oben rechts in Gold ein roter Schrägbalken, belegt mit drei gestümmelten silbernen Adlern (→ Alérion); oben links in blauem, mit goldenen Schindeln bestreutem Feld ein rotgekrönter und rotgezungter goldener Löwe; unten rechts in Blau drei (2:1) goldene heraldische Lilien; unten links in Gold ein sechsspeichiges rotes Wagenrad.“
Die Gemeindefarben sind Gelb – Rot.
Das Überherrner Wappen hat vier Felder, die die wechselhafte Geschichte der Gemeinde widerspiegeln: Aus Sicht des Trägers oben rechts der rote lothringische Schrägbalken mit den drei silbernen Alérions auf goldenem Grund; oben links der goldene Löwe der Grafschaft Nassau-Saarbrücken auf blauem Grund; unten rechts die drei goldenen Lilien der französischen Könige auf blauem Grund; unten links ein rotes Wagenrad auf goldenem Grund mit sechs Speichen für die sechs Ortsteile, gleichzeitig Symbol für den ländlichen Charakter der Gemeinde und ihre Bedeutung als Grenzübergang. Der Wellenschnitt, der die oberen von den unteren Feldern trennt, steht für die Lage am Flüsschen Bist das früher den Grenzverlauf zwischen dem Herzogtum Lothringen und der Grafschaft Nassau-Saarbrücken bildete.

### Partner- und Patenschaften
- Le Havre, Normandie (auf Vereinsebene, seit 1964)
- L’Hôpital (dt. Spittel), Lothringen (seit 1968)
- Camaiore, Toskana (seit 2000)
- Ailly-sur-Noye, Hauts-de-France (seit 2000, geschlossen mit Altforweiler)

- Schnelles Minensuchboot „Herkules“ (Klasse 341) der Bundesmarine (1967 bis Außerdienststellung 1988).
- Minenjagdboot „Überherrn“ der Bundesmarine (seit 1990) „Deutsche Marine“ (seit 1988 – Stapellauf am 30. August 1988). Die Indienststellung des Schnellen Minensuchbootes „Überherrn“ erfolgte am 19. September 1989 als das zweite von insgesamt zehn Booten der Klasse 343. Im zweiten Halbjahr 1999 wurde das Boot zum Minenjagdboot der Klasse 333 umgerüstet.

## Wirtschaft und Infrastruktur
Überherrn verfügt über mehrere Gewerbegebiete und mit dem Häsfeld über eines der größten Gewerbe- und Industriegebiete im Saarland. In Überherrn sind unter anderem folgende größere Unternehmen ansässig:
- Amer Sports Europe Services (Sportartikel-Logistik)
- Dachser Logistikzentrum Saarland (2002 eröffnet)[20], 2016 und 2018 erweitert[21]
- Kunzler Fleisch- und Wurstwaren (Fleischverarbeiter und Metzgereifilialist)
- Mosolf (Autotransportlogistik)
- Scheid Gewürze (Spezialprodukte zur Fleischwarenherstellung)
- Johnson Controls Headliner (Automobilzulieferer)
- Nordgetreide (Cerealienwerk)
- Stahlbau Langer
- Stute Aftermarket (Logistikzentrum von TRW Automotive)

### Verkehr
Der Bahnhof Überherrn liegt an der Bahnstrecke Völklingen–Thionville, die jedoch ausschließlich von Güterzügen befahren wird und von deutscher Seite kommend nur noch bis Überherrn führt; das anschließende Stück Richtung Hargarten-Falck ist stillgelegt.

## Kultur und Sehenswürdigkeiten

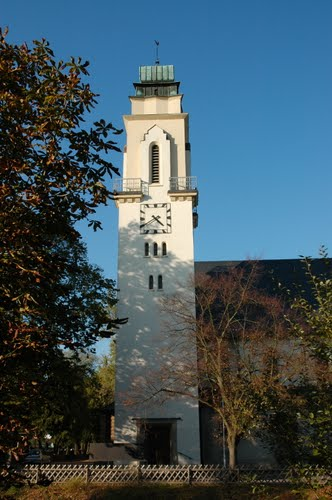
Das Wahrzeichen Überherrns: der Kirchturm von St. Bonifatius

Mit ihrem 33 Meter hohen Kirchturm ist die 1929 erbaute Bonifatiuskirche als Landmarke ein weithin sichtbares Wahrzeichen von Überherrn. Die Kirchenorgel wurde von einem Orgelbauunternehmen aus dem lothringischen Bouzonville erbaut. Über dem westlichen Hauptportal blickt die über sechs Meter große, in Stein gehauene Statue des heiligen Bonifatius, des „Apostels der Deutschen“. Eines der ältesten Dorfkreuze der Gemeinde, das Guldnerkreuz, befindet sich vor dem südlichen Längsschiff der Kirche, das Peter Guldner zugeschrieben wird. Das Kulturhaus Überherrn mit 600 Sitzplätzen und Restaurant wurde 1967 bis 1970 nach den Plänen des Architekten Karl Hanus erbaut. Das Haus birgt Werke der Künstler Leo Kornbrust (Relief an der Außenfassade, 1968) und Dorothea Zech (Bühnenvorhang aus gehäkeltem Sisal, 1970, Ausmaße 7 × 27 Meter). Ein Kleinod ist die bereits 1154 als Wallfahrtsstätte erwähnte Antoniuskapelle auf dem Linslerhof, die im 18. Jahrhundert im Stile des Barock erweitert worden ist. Der Linslerhof samt Anlage ist im Besitz der Familie von Boch-Galhau. Neben dem Hotel- und Gastronomiebetrieb mit Biergarten sind auf dem über 330 Hektar großen Gelände eine Pferdepension, zahlreiche Scheunen, Keller und alte Stallungen sowie eine Falknerei angesiedelt.

### Bauwerke
- Altforweiler:
  - Pfarrkirche St. Matthias
- Berus:
  - St. Oranna-Kapelle
  - Reste der mittelalterlichen Befestigungsanlagen
  - Kirche St. Martin
  - Europadenkmal
- Felsberg:
  - Teufelsburg
  - Sender Felsberg-Berus
- Überherrn:
  - Linslerhof mit Antoniuskapelle
  - Kirche St. Bonifatius
- „Bisten“
  - St. Peter

## Sport

### Fußball
Zu den erfolgreichsten Fußballvereinen gehören der TuS Bisten und der SSV Überherrn, die in der Saison 2013/14 erstmals in einer Klasse spielten (Landesliga West). Seit der Saison 2021/22 spielen beide Mannschaften erneut in einer Liga (Bezirksliga Saarlouis). Der SSV Altforweiler sowie der SV Felsberg treten in der Kreisliga A Saar an. Ebenso spielt die Reservemannschaft des TuS Bisten in der Kreisliga A Saar.
Der SSV Überherrn hat mehrere Jahre in Oberliga, Verbandsliga und Landesliga verbracht.
In der Gemeinde gibt es zwei Naturrasenplätze (Überherrn, Bisten) sowie vier Hartplätze (Überherrn, Altforweiler, Felsberg und ehem. SSV Berus).

### Tennis
Tennis spielen kann man in der Gemeinde Überherrn beim Tennisclub Bisttal e. V. Überherrn. Der TC ist mit über 250 Mitgliedern einer der größten Sportvereine in Überherrn. Aktuell stellt der TC 14 Mannschaften, darunter sechs Jugendmannschaften aller Altersklassen, die in den letzten Jahren immer erfolgreicher wurden und besonders in der Spielklasse der „Bambini“ in einer hohen Klasse mitspielen können.

### Handball
Einziger Handballverein der Gemeinde Überherrn ist der Handballclub Überherrn. Er wurde am 27. August 1971 durch die Abspaltung der Handballabteilung vom ortsansässigen Turnverein gegründet. Der HCÜ tritt seit der Spielzeit 2011/12 in einer Spielgemeinschaft mit dem HSV 1924 Fraulautern im Spielbetrieb des Handballverbandes Saar an. Aktuell sind 4 Herrenmannschaften, 1 Damenmannschaft, 7 Jugendmannschaften von der B bis zur F-Jugend und die Minis zur Saison 2018/19 gemeldet. Damit zählt die HSG Fraulautern/Überherrn zu den mitgliederstärksten Handballvereinen des Saarlandes. Seit der Saison 2018/19 spielen die Damenmannschaft (seit 2017) sowie die 1. Herrenmannschaft in der Saarlandliga, somit stellen Damen wie Herren eine Mannschaft in der höchsten saarländischen Liga.

## Bildung

### Kindertageseinrichtungen
- Kindertagesstätte und Krippe Altforweiler
- Kath. Kindertagesstätte und Krippe ‚St. Oranna‘ Berus
- Kath. Kindertagesstätte und Krippe ‚St. Nikolaus‘ Felsberg
- Kath. Kindertagesstätte und Krippe ‚St. Bonifatius‘ Überherrn
- Kath. Kindertagesstätte und Krippe ‚St. Monika‘ Wohnstadt[26]

### Grundschulen
- St. Oranna Berus
- St. Bonifatius Überherrn[27]

### Gemeinschaftsschule
- Schule am Warndtwald Überherrn[27]